# Reifenverschleiß

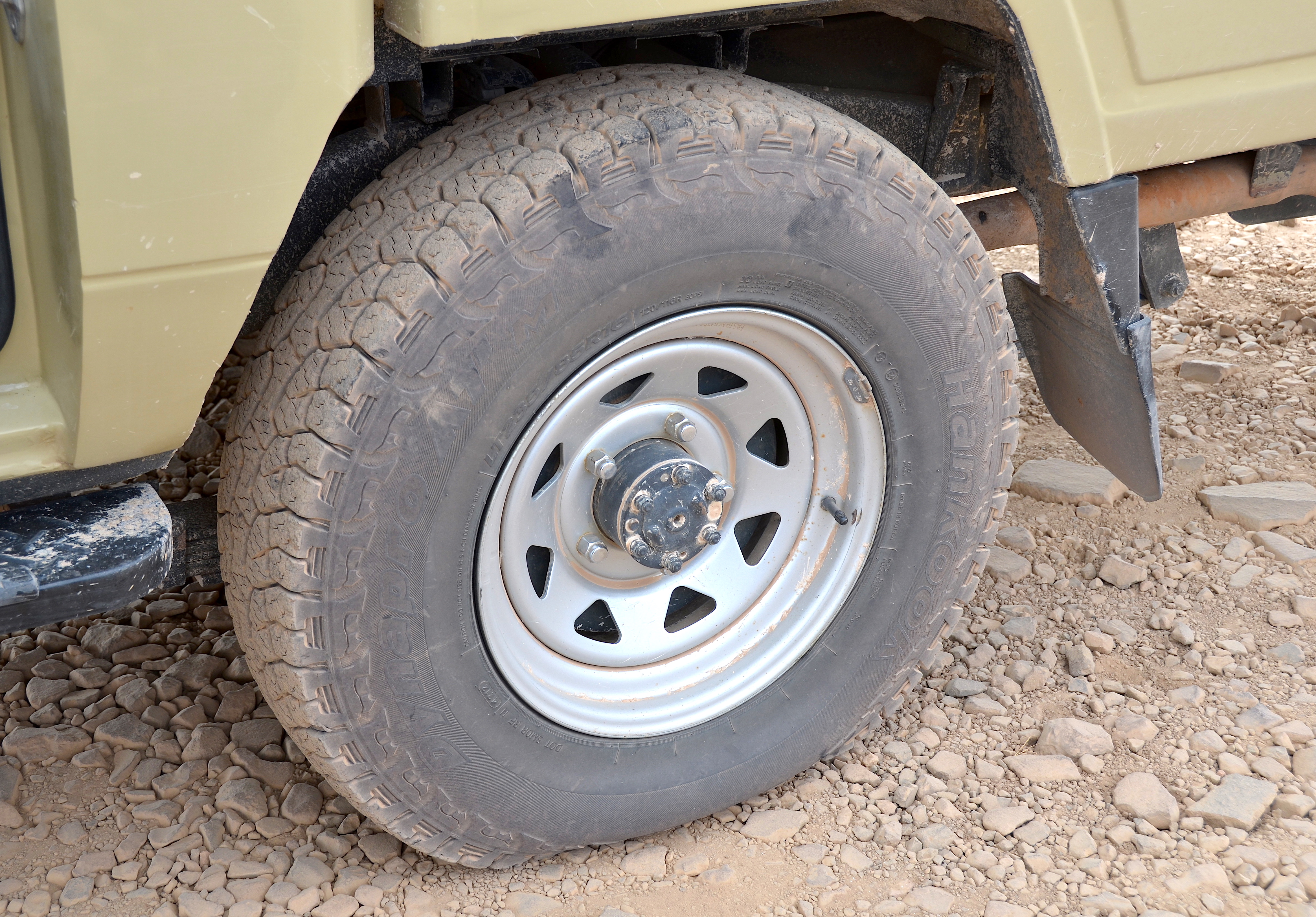
Reifenpanne eines Geländewagens nach zu hohem Reifenverschleiß auf Schotterstraßen in der Namibwüste

Als Reifenverschleiß wird die Abnutzung des Oberflächenmaterials eines Reifens bezeichnet. Der Reifenverschleiß, bei normaler Fahrwerkseinstellung als abnehmende Reifenprofiltiefe zu erkennen, erfolgt durch Abrasion der Gummiteilchen durch die Fahrbahn.

## Einflussgrößen
Der geringste Reifenverschleiß ist bei einem geradeaus ohne Schlupf rollenden Rad gegeben. Ungleichmäßiger Abrieb wird durch fehlerhafte Fahrwerkseinstellungen – beispielsweise Sturz und Vorspur zu groß – verursacht. Da bei geringerem Reifenluftdruck der Reifenschleiß zunimmt und es bei niedrigem Luftdruck und schneller Fahrt zu einem Platzen des Reifens kommen kann, schreibt die Europäische Union für alle neu zugelassenen Fahrzeuge der Klasse M1 ab 1. November 2014 ein Reifendruckkontrollsystem vor. Das Fahrzeuggewicht spielt eine entscheidende Rolle. Je schwerer die Autos, umso stärker der Reifenabrieb. Eine Reduktion der zulässigen Höchstgeschwindigkeit kann den Reifenverschleiß deutlich senken.

## Messung
Mithilfe der Reifenverschleißanzeige (Tread Wear Indicator – TWI) sowie Reifenprofilmessern kann die nutzbare Profiltiefe abgeschätzt werden. Es gibt auch Reifen, die mit Hilfe eines Farbwechsels in den Reifenschichten den Abnutzungsgrad erkennbar machen. Verschiedene Reifenhersteller verwenden die numerische Reifenverschleißanzeige. Hierbei handelt sich um Zahlenwerte, die die Profiltiefe direkt lesbar angeben. Bei zunehmendem Reifenverschleiß werden die Zahlenwerte kleiner.

## Umweltwirkung: Reifenabrieb
Reifenabrieb ist mit jährlich 111.420 Tonnen in Deutschland (2010) eine der mengenmäßig größten Quellen für Staub-Emissionen des Straßenverkehrs – Das betrifft vor allem sedimentierbaren Staub, aber auch Feinstaub. Etwa die Hälfte der Emissionen des Verkehrs entfällt dabei nicht auf Abgase, sondern auf entsprechende Abriebs- oder Aufwirbelungsprozesse. Der Abrieb von Reifen, Kupplungen und Bremsen enthält Cadmium, Blei, Zink, Kupfer, Weichmacher und Stabilisatoren. Reifenabriebe sind die Hauptquelle für Mikroplastik in Flüssen und Seen und machen 28 Prozent der Plastikpartikel in den Meeren aus. Die Reifenhersteller gehen nach eigenen Studien davon aus, dass Reifenabriebspartikel keine signifikanten toxischen Wirkungen auf die Umwelt haben. Im Mai 2018 begannen Forscher der Hochschule Ostwestfalen-Lippe in einem zweijährigen Projekt mit dem Titel „Erfassung und weitergehende Charakterisierung der Fraktion AFS-fein im Zu- und Ablauf von dezentralen Anlagen zur Behandlung des Niederschlagswassers von Verkehrsflächen“ die abfiltrierbaren Stoffe (AFS) zu analysieren.
Reifenabrieb lässt sich durch seine relativ geringe Dichte schlecht sedimentieren. Ein zuverlässiger Rückhalt gelingt aber durch mechanische Filtration (Polstofffiltration, Mikrofiltration oder granulierte Aktivkohle).
Laut einer Studie der Eidgenössischen Materialprüfungs- und Forschungsanstalt (Empa) sind in der Schweiz 2018 1,29 ± 0,45 Kilo Gummi pro Kopf aus Reifenverschleiß und Gummigranulat aus Kunstrasen entstanden; Dabei entfielen 97 Prozent auf den Reifenverschleiß. Davon wiederum wurden rund 26 Prozent durch Straßenreinigung und Abwasserbehandlung entfernt. Vom Rest gelangten 74 Prozent in Böden innerhalb von 5 Metern neben den Straßen, 22 Prozent flossen in Oberflächengewässer und die restlichen 4 Prozent in weiter entfernte Böden. Jährlich gelangt in der Schweiz insgesamt rund 8100 Tonnen Mikroplastik aus Reifenverschleiß in die Umwelt. Nach einer weiteren Abschätzung der Empa stammen in der Schweiz 93 Prozent des in die Umwelt freigesetzten Mikroplastiks aus dem Reifenverschleiß. Über den Reifenabrieb in der Umwelt können die chemischen Verbindungen auch ins Gemüse gelangen, wobei die Auswirkungen auf die menschliche Gesundheit (Ernährung des Menschen) noch weitgehend unerforscht sind.
Gelangt Reifenabrieb in Gewässer, kann dies Fischsterben verursachen (vgl. Ozonschutzmittel 6PPD). Der Abrieb von Autoreifen kann eine signifikante Quelle für Mikroplastikeintrag in die Weltmeere sein.
Die Abteilung der UN-Wirtschaftskommission UNECE arbeitet an einem Testverfahren für Bremsstaub und die OECD fordert, dass Gesetzgeber Emissionen aus Abrieb in den Blick nehmen sollen.

### Ort des Abriebs
Die Bundesanstalt für Gewässerkunde (BfG) und die Bundesanstalt für Straßenwesen (BASt) gingen in einem Forschungsprojekt des BMVI-Expertennetzwerks der Frage nach, wohin der Reifenabrieb verschwindet. Die Ergebnisse zeigen demzufolge, dass der Großteil des Abriebs im Boden verbleibt, ca. 12 bis 20 Prozent können ins Oberflächengewässer gelangen.  Den Berechnungen zufolge gelangten jährlich 60.000 bis 70.000 Tonnen Reifenabrieb in den Boden und 8.700 bis 20.000 Tonnen in Oberflächengewässer. Es komme maßgeblich darauf an, wo der Reifenabrieb entstehe. Auf Straßen in Ortschaften und Städten spüle Regen den Reifenabrieb über kurz oder lang in die Kanalisation. Handele es sich dagegen um ein sogenanntes Mischwassersystem mit Kläranlage, würden mehr als 95 Prozent des Reifenabriebs zurückgehalten. An Straßen außerorts finde die Versickerung der Straßenabflüsse in der Regel über Bankett und Böschung statt. Der größte Teil des Reifenabriebs werde so in den straßennahen Boden eingetragen und von der oberen bewachsenen Bodenzone zurückgehalten.
Eine 2024 erschienene Studie untersuchte, wie in Gewässer (Bäche, Flüsse und Seen) gelangter Reifenabrieb dort auf Larven der Zuckmückenart Chironomus riparius wirkt (Mortalität, Entwicklung, Geschlechterverhältnis, Fruchtbarkeit und Größe). Reifenabrieb-Sediment im Wasser erhöhte ihre Mortalität um fast 30 Prozent, die Fruchtbarkeit nahm sichtbar ab und die Zahl der fruchtbaren Eier pro Weibchen sank. Chironomus riparius ist eines der häufigsten Lebewesen in Gewässern und ein vielgenutzter Organismus bei Umweltverträglichkeitsprüfungen.